# 天主教邦芬教区
天主教邦芬教区（拉丁語：Dioecesis Bonfimensis）是位于巴西萨尔瓦多的一个天主教教区，属费拉迪圣安娜教省。

## 历史
1933年4月6日，自天主教萨尔瓦多总教区分出。現任主教為埃爾納爾多·平托-法里亞斯。

## 历任教长
- 邦芬教區主教（罗马礼）
  - 埃爾納爾多·平托-法里亞斯（葡萄牙語：Hernaldo Pinto Farias）（2019年7月17日至今）
  - 方濟各·卡寧德-帕利亞諾（葡萄牙語：Francisco Canindé Palhano）（2006年7月26日－2018年1月3日）
  - 雅伊羅·勞得力·馬托斯-達-西爾瓦（葡萄牙語：Jairo Rui Matos da Silva）（1974年1月11日－2006年7月26日）
  - 安多尼·德-門東薩-蒙特羅（德语：Antônio de Mendonça Monteiro）（1957年3月7日－1972年12月23日）
  - 若瑟·阿爾韋斯-德-薩-特林達德（葡萄牙語：José Alves de Sà Trindade）（1948年9月4日－1956年5月27日）
  - 亨利·戈蘭德-特林達德（葡萄牙語：Henrique Golland Trindade），O.F.M.（後來成為總主教，1941年3月29日－1948年5月15日）
  - 優爾·布雷薩內-德-阿勞若（葡萄牙語：Hugo Bressane de Araújo）（後來成為總主教，1935年12月19日－1940年9月19日）